# Stuart F. Schlossman
Stuart Franklin Schlossman (* 18. April 1935 in New York City; † 13. August 2023 in Palm Beach Gardens, Florida) war ein US-amerikanischer Immunologe.

## Leben
Schlossman studierte an der New York University, wo er 1955 seinen Bachelor-Abschluss und 1958 seinen M.D. Abschluss in Medizin machte. Unter anderem war er damals im Labor von  Al Stetson und Baruj Benacerraf. Dem Studium schloss sich eine Facharztausbildung (Internship, Residency) am Bellevue Hospital an sowie Fortbildungen (Fellow) in Immunologie am Columbia University College of Physicians and Surgeons und in Hämatologie an der University of Washington School of Medicine. Danach forschte er 1963 bis 1965 in der Abteilung Biochemie am National Cancer Institute. Ab 1965 war er Instructor an der Harvard Medical School und am Beth Israel Hospital, wo er an der Blutbank war. Ab 1973 war er am Dana Farber Cancer Center der Harvard Medical School, wo er die Abteilung Tumorimmunologie leitete und 1977 eine volle Professur erhielt. 2010 ging er in den Ruhestand als Baruj Benacerraf Professor für Medizin.
Schlossman und seine Mitarbeiter charakterisierten T-Zellen nach ihren CD 4 und CD 8 Oberflächenmolekülen, den CD3-Rezeptor (um 1979)  und den T-Zell-Rezeptor-Komplex (1983).
1971 war er Guggenheim Fellow. 1984 erhielt er den Robert-Koch-Preis und 1997 den William B. Coley Award und außerdem den Ciba-Geigy Award. Er war ab 1992 Mitglied der National Academy of Sciences.